# San Francisco de Asís (1767)
El San Francisco de Asís fue un navío de línea de la Real Armada Española de 74 cañones, de tercera clase, con distribución en dos cubiertas y diseñado según el sistema Francés o de Gautier en 1767 en Guarnizo, siendo su constructor Manuel de Zubiria.

## Primeros años
Una vez botado, el buque fue asignado al departamento de Ferrol. El 7 de mayo de 1768 fue sometido a una serie de reconfiguraciones que obligaron a dejarlo desartillado durante años, haciéndole un carenado parcial en 1771, no siendo total hasta noviembre de 1776. Tras estos trabajos quedó asignado al departamento de Cádiz. El 29 de mayo de 1778 llegó a Cádiz procedente de Cartagena, incorporándose a la escuadra del almirante Luis de Córdova. 

## Guerra de Independencia de los Estados Unidos
El 23 de junio de 1779, en el marco de la guerra de Independencia de Estados Unidos conta el Reino Unido, zarpa de Cádiz bajo el mando del capitán de navío José Domás y Valle. La escuadra se une a la francesa del Conde d´Orvilliers, y realizan una campaña en el Canal de la Mancha, entre junio y septiembre de ese año, para dar cobertura a una prevista invasión de Gran Bretaña que finalmente no se llevaría a cabo, regresando a Brest a mediados de septiembre de 1779.
Finalizada la campaña, parte de la escuadra quedó fondeada en Brest, y otra, formada por quince navíos, regresó a Cádiz el 19 de noviembre al mando de Córdova, pero la escuadra no entra en puerto, sino que queda es posición de vigilancia, al tener que cubrir la ausencia de la escuadra de Juan de Lángara, que se encontraba reparándose en el Arsenal de Cartagena, muy afectada por los temporales. Durante el mes de diciembre los mismos buques de Córdova sufren numerosos daños causados por nuevos temporales, que obligan finalmente a Córdova en entrar en Cádiz. El navío San Francisco de Asís, junto al San Isidro, fondea en Cádiz el 20 de diciembre, y posteriormente entran en el Arsenal de La Carraca para hacer reparaciones en la arboladura y varias vías de agua. En febrero de 1780 vuelve al servicio activo, quedando disponible en La Carraca.
Con el envío al Caribe de una potente escuadra británica al mando de George Rodney, la mañana del 28 de abril de 1780, al mando del capitán de navío José Domás y Valle, zarpa de Cádiz con la escuadra y convoy al mando del jefe de escuadra José Solano Bote, cargados de tropas y pertrechos, para reforzar a las fuerzas navales y a los ejércitos españolas en el Caribe. Después de dejar tropas y pertrechos en Puerto Rico, la escuadra de Solano llega a La Habana en los primeros días de agosto de 1780, después de una accidentada travesía. Después en un intento fallido de ocupación de la plaza de Pensacola, en Florida, en octubre de 1780, regresa con la escuadra a La Habana al haber sido dispersada por los temporales.
Vuelve a zarpar el 21 de marzo de 1781 con la escuadra al mando de José Solano para capturar un convoy británico salido de Jamaica. Esa misma tarde, al virar la escuadra, el navío francés Destín abordó al San Francisco de Asís. Tuvo que regresar a La Habana para reparar la rotura del palo bauprés. La escuadra de Solano, con 11 navíos españoles y 4 franceses, más 3 fragatas y 5 buques menores, zarpa de nuevo de La Habana el 9 de abril de 1781 para llevar tropas a Pensacola y colaborar en la ocupación de la plaza, iniciado el asedio por las fuerzas al mando de Bernardo de Gálvez. Con la rendición de Pensacola, ocurrida el 11 de mayo, la escuadra de Solano regresa a La Habana el 30 y 31 de mayo de ese año. La mañana del 24 de octubre de 1781 zarpa de La Habana rumbo a Veracruz acompañado de la fragata francesa Courageuse y ocho mercantes, llegando al puerto de destino al amanecer del 5 de noviembre. El capitán Domás y Valle tenía en esta ocasión la comisión de recoger víveres y caudales y llevarlos a La Habana, necesarios para proseguir las operaciones bélicas contra los británicos. El 18 de diciembre zarpa de Veracruz llevando a bordo dos millones de pesos, otro millón se embarca en la fragata francesa, además de 920 hombres del regimiento de infantería de la Corona, 250 forzados para la Marina, 500 barriles de pólvora, doscientos quintales de plomo, cuerdas, mechas, víveres y otros productos a bordo de los buques de guerra y mercantes del convoy.
En enero de 1782 zarpa de nuevo de La Habana y entra en Veracruz el 16 de febrero para recoger más caudales, otros dos millones de pesos. Regresa al puerto cubano en el mes de febrero convoyado por el navío de guerra San Genaro. Al mes siguiente, en marzo de 1782, sale de La Habana rumbo al puerto francés de Guarico, isla de Santo Domingo. Al poco de zarpar tuvo que regresar de arribada a puerto debido a una gran vía de agua, teniendo que entrar en abril en el arsenal para ser reparado. Vuelve a realizar una nueva travesía a Veracruz para regresar a La Habana el 26 de julio de 1782 cargado con dos millones de pesos. Por falta de tripulación, permanece en puerto hasta el mes de noviembre. Pasa después al puerto de Guarico y se incorpora a la escuadra del brigadier Francisco de Borja.
Tras haber regresado a La Habana a finales de ese año, zarpa de nuevo con la escuadra de Francisco de Borja en enero de 1783. Al mando del capitán de navío José Domás llega a La Habana con la escuadra de Solano el 20 de enero de 1783 tras una patrulla de corso. Se hace de nuevo a la vela con la escuadra al mando del ascendido a jefe de escuadra Borja, insignia en el navío Glorioso, y patrulla en la Sonda de la Tortuga, regresando a La Habana el 11 de febrero de 1783 dando escolta a varios buques salidos de Veracruz. Zarpa de La Habana el 6 de marzo con los buques al mando de Borja, diez navíos, dos fragatas y una corbeta, dando escolta a unos setenta mercantes. Su destino era Guarico, donde debían desembarcar las tropas y pertrechos destinados a la ocupación de Jamaica. En el puerto francés de Guarico se encontraba en abril de 1783, necesitado de una carena urgente. Una vez finalizada la guerra, la escuadra de Solano y el ejército de Gálvez regresan a La Habana a mediados de mayo de 1783. Con la futura firma del Tratado de París el 3 de septiembre de 1783 finalizaron definitamente las hostilidades.

## Periodo de entreguerras (1783-1792)
Carenado y alistado de nuevo, zarpa de La Habana el 1 de junio de 1783, al mando del capitán de navío Domingo Pérez de Grandallana, con la escuadra de José Solano, doce navíos, tres menores y 27 mercantes; el buque portaba cuero  y tabaco. En agosto de 1783 es puesto al mando del capitán de navío Antonio Chacón de la Escalera. Zarpa de Cádiz en conserva del navío San Genaro el 24 de agosto de 1783 rumbo a Cartagena para ser desarmado. El capitán Chacón deja el mando el 30 de septiembre de ese año.
Entre septiembre de 1784 y junio de 1786 se le realiza una carena mayor en el dique de Cartagena. En 1786 se encontraba al mando del capitán de navío Pedro de Leiva. El 9 de octubre de 1787, por Real orden, se dispone su armamento en Cartagena y que sea forrado de cobre junto al navío San Antonio. El 10 de octubre de 1787 la nave se dispone bajo el mando al capitán de navío Francisco Delgado, con el que zarpa de Cartagena el 10 de diciembre, arribando a Cádiz con pertrechos e impedimenta el 31 de enero de 1788. Se incorpora a la escuadra de evoluciones del mando del jefe de escuadra José de Córdova y Ramos, quedando formada por siete navíos, quedando como buque insignia el San Agustín, dos fragatas, tres bergantines y una balandra. El 22 de abril de 1788 sale de Cádiz rumbo al cabo de San Vicente con la escuadra de evoluciones de Córdova y Ramos, y regresa a Cádiz en junio. Se realizó una nueva salida en julio, navegando en el Mediterráneo hasta finalizar la campaña en el mes de octubre. Finalmente, el San Francisco de Asís entra en Cartagena el 9 de octubre, quedando desarmado.
En noviembre de 1789 es carenado en el Arsenal de La Carraca y puesto un nuevo forro de cobre. Al salir del arsenal es destinado a Cartagena, donde queda encuadrado. En febrero de 1790 es puesto al mando del brigadier Pablo Obando. Alistado en el mes de abril, zarpa de Cartagena y llega a Cádiz el 31 de mayo de 1790 con los navíos Atlante y Firme. Se incorpora a la escuadra que sale de Cádiz en julio de 1790 por los incidentes de Nutka con los británicos, escuadra que estaba al mando del teniente general José Solano Bote, marqués de Socorro. Durante esta campaña realiza patrullas en las aguas gallegas de Finisterre y la costa africana. Finalizada la campaña, la escuadra del marqués de Socorro regresa a Cádiz el 8 de septiembre. En lugar de ser desarmado, se le destina a mediados de octubre en labores de vigilancia con los buques a las órdenes del jefe de escuadra Gabriel de Aristizabal, los navíos San Rafael, insignia, Santa Isabel, San Telmo, San Joaquín, Glorioso, las fragatas Santa María y Santa Catalina y el bergantín Atocha. El 12 de diciembre de 1790 zarpa de Cádiz y el 16 de diciembre entra en Cartagena con los navíos San Vicente y Gallardo para ser desarmados. Los dos años siguientes estuvo en Cartagena desarmado y al mando del mismo comandante.

## Primera Coalición (1792-1796)
A comienzos del año 1793 se encontraba desarmado en el departamento de Cartagena al mando del brigadier Juan Obando. Es artillado en Cartagena ese mismo mes de enero de 1793 en previsión de una nueva guerra, en esta ocasión contra la República francesa. Realiza una salida de instrucción de Cartagena el 1 de marzo y regresa a puerto el 6 de abril. Francia había ocupado Cerdeña a finales de 1792, y declara la guerra oficialmente a España el 7 de marzo de 1793. Con la escuadra del teniente general Francisco de Borja, marqués de los Camachos, insignia en el navío Real Carlos, zarpa de Cartagena el 6 de mayo de 1793 y participa en la campaña de Cerdeña. El navío San Francisco de Asís estaba al mando del capitán de navío Andrés Tacón y Gamir. Al finalizar la campaña de Cerdeña, con la toma de las islas San Pedro y San Antioco, la escuadra navega en junio en las costas de Provenza, Génova y Córcega, encerrando en Tolón a la escuadra francesa. Apoya las operaciones en las riberas del Var a los ejércitos piamonteses y napolitanos. Sufre una epidemia de tifus que obliga a los buques a regresar a Cartagena entre el 8 y el 10 de julio de 1793, dejando unos 3.000 enfermos, sin contar a los fallecidos.
Por Real orden del 22 de febrero de 1794 se le concede su mando al capitán de navío Miguel de Orozco, trasladándose a Cádiz para hacerse cargo del navío a bordo del San Fernando, llegando a la bahía gaditana el 13 de marzo siguiente. El día siguiente, por haber concedido el comandante de la escuadra el mando del San Francisco de Asís al brigadier Luis Villabriga, el capitán Orozco se hacer cargo del navío Gallardo. El 5 de junio de 1794 toma su mando el capitán de navío Estanislao Juez Sarmiento, zarpando en día 19 para cruzar durante setenta días sobre la isla de Santa María, en las islas Azores. A finales de septiembre de 1794 pertenecía a la escuadra del Océano con base en la bahía de Cádiz. Seguía al mando del capitán de navío Estanislado Juez Sarmiento. El 2 de noviembre de 1794 zarpa de Cádiz con la escuadra de Francisco Melgarejo para participar en las operaciones en torno a la plaza de Rosas sitiada por los franceses.
Durante la noche del 30 de diciembre es bombardeado por los cañones franceses. En enero de 1795, durante los temporales que sufre la escuadra de Juan de Lángara, el San Francisco de Asís queda en peligro de naufragar al perder parte de las jarcias de su arboladura. Por orden de Federico Gravina zarpa de Rosas el 10 de enero de 1795 y entra en Cartagena con otros cinco navíos el 20 de enero. Con la colaboración de la fragata Santa Catalina, represa a unos corsarios franceses la fragata mercante británica Fame y el bergantín Príncipe Indio (sic) que son llevados a Cádiz. En febrero de 1795 llega a Cádiz desde Cartagena, con escala en Málaga, al mando del capitán de navío Juez Sarmiento, quedando agregado en el mes de mayo a la escuadra del Océano por Real orden del 24 de abril, mandada en ese momento por el teniente general José de Mazarredo. El 16 de abril de 1795 había dejado el mando el capitán Juez Sarmiento por enfermedad, sustituido por el brigadier Adrián Valcárcel. Entra en el dique del arsenal de La Carraca el 17 de junio de 1795 para carenar sus fondos y cambiar el forro de cobre, quedando listo para zarpar de Cádiz rumbo a Londres al mando del capitán de navío José Manuel de Villena y llevar 160.000 pesos fuertes, según Real orden de 26 de julio. La guerra con la República francesa había acabado con la firma de la paz en Basilea el 22 de julio de 1795. Previamente, en compañía del navío San Agustín, realiza una escala en el puerto de Santander para desembarcar tropas.

## Guerra anglo-española (1796-1802)
Durante el año 1796 estuvo, con base en Cádiz, al mando del capitán de navío Alonso de Torres Guerra. Había zarpado para proteger la recalada de embarcaciones de comercio españolas, cuando al amanecer del 25 de enero de 1797, cruzando las aguas de Cádiz, descubre a unas once leguas de distancia a cuatro velas, presumiendo el capitán Torres que eran enemigas al no responder a sus señales.
El 25 de enero de 1797 el San Francisco de Asís, al mando del capitán Alonso de Torres y Guerra y con Juan de Dios Topete y Fuente como segundo, realizaba labores de patrulla frente a las costas de Cádiz para la protección de buques españoles que llegaban con mercancías de América cuando fue atacado por tres fragatas y una corbeta británicas. El navío español se enfrentó a ellas en duro combate y a pesar de la desigualdad de fuerzas, el San Francisco de Asís hizo huir a los barcos ingleses provocándoles daños diversos y sin apenas sufrirlos. El barco fue reparado y el 14 de febrero de ese mismo año tomó parte en la batalla del Cabo de San Vicente.
En marzo de 1797, al llegar la escuadra de José de Córdova a Cádiz tras el desastroso combate del cabo San Vicente, el San Francisco de Asís es incorporado a esta escuadra, comandada desde primeros de abril por el teniente general José de Mazarredo. Con la división del teniente general Domingo de Nava acude al socorro del navío Santísima Trinidad, que es cañoneado por unidades británicas en cabo Cantín, entrando con el navío en Cádiz.
La escuadra española de Mazarredo queda bloqueada en Cádiz por la británica al mando del almirante John Jervis. Por Real orden del 25 de abril de 1798 deja el mando el capitán de navío Torres-Guerra. En diciembre de 1798, junto a los navíos Soberano, Neptuno y Príncipe de Asturias, estuvo designado para llevar tropas a América, cuya partida estaba programada para el 20 de diciembre, pero finalmente no se llevó a efecto.
Liberada la escuadra del bloqueo británico, el 12 de mayo de 1799, al mando del brigadier José Lorenzo de Goicoechea, zarpa de Cádiz con la escuadra de Mazarredo para unirse en el Mediterráneo la francesa de Eustache Bruix, entrando en Cartagena los días 20 y 21 de mayo muy dañada por los temporales. Unidas las dos escuadras, salen de Cartagena, sin un claro objetivo, recalan de Cádiz y fondean finalmente en Brest el 9 de agosto de 1799, donde la española es retenida en el puerto francés, por capricho del Directorio francés, y bloqueada por las escuadras británicas hasta finales de 1801, al finalizar la guerra con la paz de Amiens. Precisamente en Brest fallece su comandante Goicoechea el 14 de abril de 1800, siendo sustituido interinamente por su segundo, el capitán Gabriel de Mella, hasta que se hace cargo del navío de forma efectiva el capitán de fragata José Meléndez.
En 1801, con la próxima finalización de la guerra, no ratificada hasta la firma de la paz de Amiens del 25 de marzo de 1802, parte de la escuadra regresa a puertos españoles, pero otros buques españoles quedaron aún a disposición del gobierno francés, que estaban preparando una expedición a la isla francesa de Santo Domingo, donde el general Toussaint-Louverture se había sublevado. Los buques españoles designados para esta operación estaban al mando del teniente general Federico Gravina, sucesor de Mazarredo, zarpando del puerto francés de Brest el 14 de diciembre de 1801 con los navíos Neptuno (buque insignia), Guerrero, San Francisco de Paula y San Pablo, la fragata Soledad y el bergantín Vigilante. La flota española estaba incorporada como escuadra de observación a la francesa del almirante Louis Thomas Villaret-Joyeuse. Cumplida la comisión, con el desembarco de las tropas y la ocupación de Cabo Francés (Cap Haitien), Gravina zarpa del puerto francés de Guarico, en Haití, y entra en La Habana el 20 de febrero de 1802.
Una vez reparados, abastecidos y alistados de nuevo, zarpa el 22 de abril con los navíos Neptuno, Guerrero y San Francisco de Paula, comandados por Gravina, y regresa a Cádiz el 25 de mayo de 1803. En 1802, por muy poco tiempo, estuvo al mando del teniente de navío Anselmo Gomendio. El 22 de julio de 1802 zarpa de Cádiz y entra en Ferrol el 10 de agosto para ser desarmado.

## Guerra de la Tercera Coalición
Establecida la Tercera Coalición el 18 de mayo de 1803, se hallaba a primeros de noviembre de 1804 el San Francisco de Asís carenándose de nuevo en dique seco en el Arsenal del departamento de Ferrol. A mediados de ese mes ordena el gobierno armar una escuadra en Ferrol, en vistas al inminente desarrollo de hostilidades, entre cuyos navíos se encontraba el San Francisco de Asís. La relación con el Reino Unido era muy tensa y acabó por declarse la guerra el 12 de diciembre de 1803. El teniente general Domingo Péres de Grandallana, comandante de la escuadra de Ferrol, propone para su mando el 19 de febrero de 1804 al capitán de navío Luis Antonio Flórez y Pereyra.
El navío quedó listo, al finalizar su carena, el 13 de marzo. Un día antes, el 18 de febrero, había sido incorporado a la escuadra del general Domingo Pérez de Grandallana, el mismo día que toma el mando de la escuadra del departamento. El 2 de agosto es incorporado a la escuadra de Federico Gravina, a la llegada de este a Ferrol con la francesa al mando de Pierre Villeneuve tras su navegación por las Antillas. Zarpa de Ferrol al mediodía del 10 de agosto al mando del capitán de navío Flórez y fondea en la ría de Ares con la escuadra de Gravina. Se hacen a la mar con la escuadra francesa de Villeneuve rumbo a Brest el 13 de agosto, según las órdenes de Napoleón, pero el vicealmirante Villeneuve, ante la presencia de las escuadras británicas en el Canal de la Mancha, decide fondear finalmente en Cádiz la tarde del 20 de agosto. Siete días después es destinado a la división al mando del brigadier Dionisio Alcalá Galiano para situarse en la boca del puerto junto a otra división francesa. La división española contaba además con los navíos Bahama, San Leandro, Monarca y Montañés.
Posteriormente participó en la Batalla de Trafalgar bajo al mando del capitán Flórez. No tuvo mucha relevancia a causa de su posición desfavorable en el transcurso del combate. Tras la batalla y después de reparar algunas de las mínimas averías causadas a lo largo del combate, vuelve a salir junto a varios navíos españoles y franceses para tratar de represar los buques capturados por los ingleses, consiguiendo represar al Santa Ana y Neptuno. Más tarde se hunde en la costa del Puerto de Santa María a consecuencia del temporal que siguió al combate. El número de bajas que tuvo fueron de 5 hombres muertos y 12 heridos.